# Tazewell (Tennessee)
Tazewell é uma cidade  localizada no estado norte-americano de Tennessee, no Condado de Claiborne.

## Demografia
Segundo o censo norte-americano de 2000, a sua população era de 2165 habitantes.
Em 2006, foi estimada uma população de 2158, um decréscimo de 7 (-0.3%).

## Geografia
De acordo com o United States Census Bureau tem uma área de
11,3 km², dos quais 11,3 km² cobertos por terra e 0,0 km² cobertos por água. Tazewell localiza-se a aproximadamente 470 m acima do nível do mar.

## Localidades na vizinhança
O diagrama seguinte representa as localidades num raio de 24 km ao redor de Tazewell.